# Tkanka zwierzęca

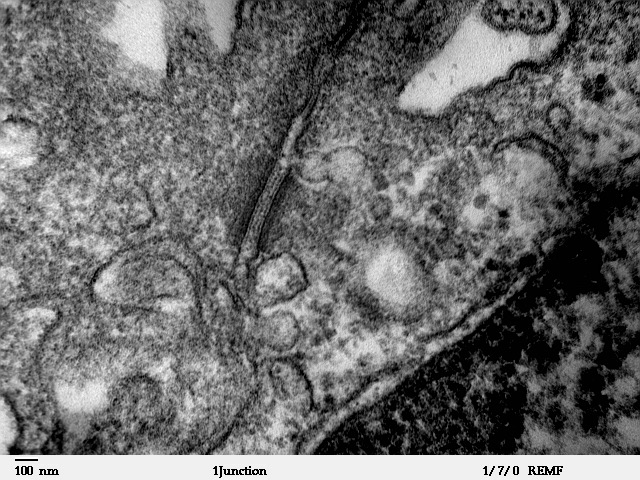
Fragment tkanki z płuca ssaka

Tkanki zwierzęce – ogół tkanek występujących u zwierząt tkankowych. Tkanki różnicują się z listków zarodkowych (ektodermy, endodermy i mezodermy, przy czym ta trzecia występuje tylko u zwierząt trójwarstwowych). Tworzy pokrycie ciała, wyściela narządy wewnętrzne.
Ogólnie rzecz biorąc, z ektodermy powstają:
- naskórek
- nabłonek przedniego i tylnego odcinka układu pokarmowego
- tkanka nerwowa.

Z endodermy rozwija się głównie nabłonek środkowej części układu pokarmowego. Z mezodermy powstaje większość tkanek łącznych i tkanka mięśniowa.

## Podział tkanek zwierzęcych
Histologia zwierząt wyróżnia kilka podstawowych grup (rodzajów) tkanek, ale w ich obrębie od kilkudziesięciu do stu kilkudziesięciu (a nawet więcej w niektórych źródłach) typów szczegółowych.
- tkanka nabłonkowa
  - nabłonek jednowarstwowy
    - płaski
    - sześcienny (brukowy, kostkowy)
    - cylindryczny (walcowaty)
    - wielorzędowy

  - nabłonek wielowarstwowy
    - płaski
    - przejściowy
- tkanka łączna
  - właściwa
    - siateczkowa
    - włóknista
      - luźna
      - zbita
        - ukształtowana
        - nieukształtowana

    - zarodkowa
    - tłuszczowa

  - oporowa
    - tkanka chrzęstna
      - szklista
      - sprężysta
      - włóknista

    - tkanka kostna
      - gąbczasta
      - zbita

  - krew, chłonka i hemolimfa
- tkanka mięśniowa
  - poprzecznie prążkowana
    - mięśnie szkieletowe

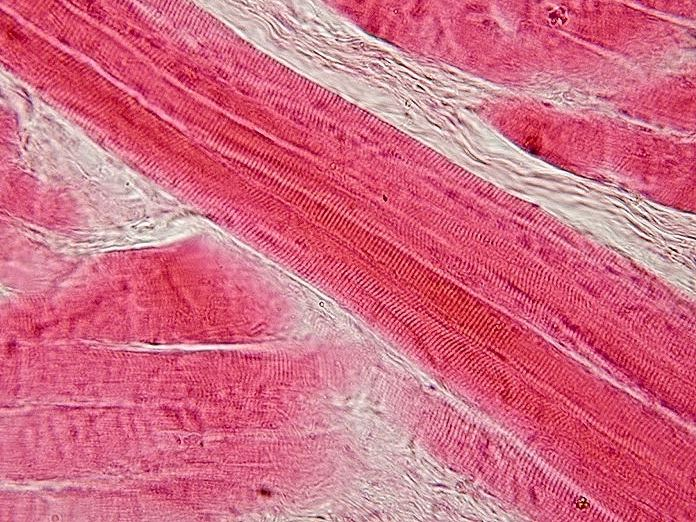
Przekrój podłużny przez mięsień szkieletowy człowieka

    - tkanka mięśniowa poprzecznie prążkowana typu sercowego[a]

  - gładka
- tkanka nerwowa